# Patacón (monnaie)
Pour les articles homonymes, voir Patacón.

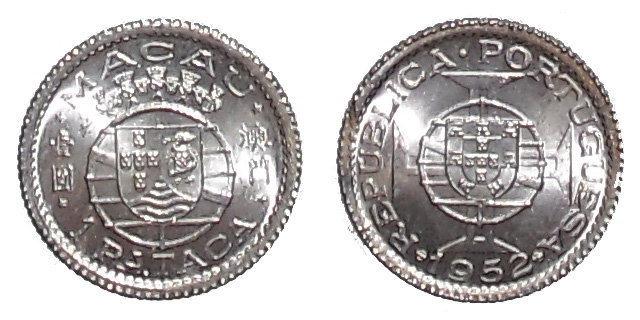
Pièce de Macao en 1952 (le pataca).

Le patacón est le nom de plusieurs monnaies différentes utilisés dans différents pays à différentes époques.

## Étymologie
Le mot viendrait de l'arabe batakká (« fenêtre ») car les pièces de monnaie frappées au Moyen Âge par les Arabes avaient sur une de leurs faces un dessin représentant un mihrab (« niche ») qui faisait penser à une fenêtre.
Ce mot est ensuite passé à l'italien patácca, qui désignait à l'époque la « monnaie d'argent provenant de pays musulmans » et ensuite une monnaie « monnaie de peu de valeur » pour prendre le sens de « fausse monnaie ». En italien moderne, cela signifie « fraude ».
En portugais, l'usage est celui de pataca pour désigner spécifiquement certaines monnaies des anciennes colonies, par exemple à Macao.

## Argentine
En Argentine, les patacóns ont été émis de 1881-1883, sous le nom officiel de peso moneda nacional (es). Il y avait quatre valeurs.

## Colombie
Le patacón est la première monnaie utilisée à Cúcuta en Colombie.

## Équateur
Au XVIIIe siècle, le mot « patacón » était utilisé pour faire référence aux monnaies d'argent et de cuivre.

## Sources
- (es) Cet article est partiellement ou en totalité issu de l’article de Wikipédia en espagnol intitulé « Patacón (moneda) » (voir la liste des auteurs).